# 提姆·貝克漢
提摩西·拉馬爾·貝克漢（英語：Timothy Lamar Beckham，1990年1月27日—），為前美國職棒大聯盟的內野手，生涯曾效力於光芒、金鶯、水手與雙城等隊。貝克漢是2008年的選秀狀元，他在2010年於坦帕灣光芒完成大聯盟初登板，2017年被交易至巴爾的摩金鶯。

## 早年
貝克漢為家中幼子，在他年輕時，他同時打籃球、棒球以及足球。貝克漢在就讀小學時一度放棄棒球，只打籃球和踢足球，後來在他兄弟的激勵下再度回歸。2005年，貝克漢為格里芬高中棒球代表隊的一員。他的大哥傑瑞米後來在南喬治亞大學打球，2008年大聯盟選秀也被坦帕灣光芒選走。

## 職業生涯

### 小聯盟
貝克漢為2008年選秀狀元，並於6月19日以簽約金615萬美元和坦帕灣光芒簽約。
2011年，貝克漢和另外兩位潛力新秀李學周和Matt Moore一同入選美國職棒未來之星明星賽。
2012年5月，貝克漢因持有大麻而遭禁賽50場。2013年3月15日，他回到3A打球。

### 坦帕灣光芒
2013年9月18日，坦帕灣光芒將貝克漢升上大聯盟。9月19日，貝克漢在他初登板唯一打席擊出生涯首安。他合計7打席擊出3支安打，全是一壘安打，1打點1得分。2013年球季結束後，貝克漢前十字韌帶撕裂傷，因此2014年球季報銷。
2015年4月11日，貝克漢擊出生涯首轟。該季他的打擊三圍是.222/.274/.429。
2016年，他的打擊三圍為.247/.300/.434，在64場比賽中擊出5支全壘打，16分打點。
由於新進的游擊手麥特·達菲受傷，貝克漢因此增加出賽機會。前2個月，貝克漢繳出.266/.303/.422的打擊三圍，擊出8支全壘打，26分打點。隨著達菲的回歸，貝克漢也逐漸減少出賽場次。後來球隊向馬林魚要來了游擊手亞丹尼·哈查瓦瑞亞，貝克漢改守二壘，上半季他發生了20失誤，為美聯第二多。

### 巴爾的摩金鶯
2017年7月31日，巴爾的摩金鶯用小聯盟球員Tobias Myers向坦帕灣光芒交易貝克漢。8月1日為他在金鶯隊的初登板，他擊出一支二壘安打並跑回2分。8月5日，貝克漢擊出金鶯隊史第10,000轟。在他前5場比賽，他的打擊率高達6成50，3支全壘打，5分打點，並入選該週最佳美聯球員。
貝克漢在金鶯隊打出連續12場安打。在這12場比賽中，他繳出.531/.549/.939的打擊三圍，7支二壘安打，2支三壘安打，3支全壘打，9分打點及跑回14分。貝克漢在8月打出50支安打，隊史排行第二，僅次於小卡爾·瑞普肯的53支。
2018年，由於曼尼·馬查多改守游擊，因此貝克漢改守三壘。後來他在4月25日和5月13日先後進入傷兵名單。

### 西雅圖水手
2019年1月10日，貝克漢向水手隊簽下1年合約。貝克漢在開季時表現不錯，前10場比賽打擊率一度突破4成，這也讓他一舉拿下美聯單週最佳球員。不過他在8月6日被測出對於康力龍藥物呈現陽性反應，因此遭到聯盟處以80場的禁賽。最後他以2成37的打擊率，外帶15轟與47分打點的成績坐收。球季結束後，水手隊不選擇續約，貝克漢成為自由球員。

### 芝加哥白襪
2020年，貝克漢完全沒有和任何球隊簽約。球季末，他和白襪隊簽下小聯盟合約。

## 外部連結
- 球員資訊和成績在MLB ，ESPN ，Retrosheet ，Baseball Reference ，Baseball Reference (Minors) ，Fangraphs ，The Baseball Cube （英文）

| 前任： 大衛·普萊斯 | 大聯盟選秀狀元 2008年 | 繼任： 史蒂芬·史崔斯伯格 |